# Treubia pygmaea
Treubia pygmaea là một loài rêu trong họ Treubiaceae. Loài này được R.M. Schust. mô tả khoa học đầu tiên năm 1985.